# 海盗龙属
海盗龙（学名：Piratosaurus，意为“海盗蜥蜴”）是蛇颈龙目存疑的一个属，可能属于双臼椎龙科，属下仅含模式种具褶海盗龙（P. plicatus），由约瑟夫·莱迪于1865年命名并描述。其仅所知于正模标本USNM V 1000，为曼尼托巴省红河盆地晚白垩世岩层发现的一颗牙齿；至少有一名研究者误认为其发现于明尼苏达州。